# باچاو
باچاو (به انگلیسی: Bhachau) یک منطقهٔ مسکونی در هند است که در بخش کوتچ واقع شده‌است. باچاو ۳۹٬۵۳۲ نفر جمعیت دارد و ۴۱ متر بالاتر از سطح دریا واقع شده‌است.